# Naftol
A naftolok a naftalin hidroxilcsoportot tartalmazó származékai, a fenolok közé tartoznak. Két izomer létezik ezek neve α-naftol (vagy 1-naftol) illetve β-naftol (vagy 2-naftol). Mindkettő színtelen kristályos vegyület, a β-naftol sárgás színű is lehet. Vízben rosszul, alkoholban, éterben jól oldódnak. A természetben a kőszénkátrányban fordulnak elő. Gyakorlati jelentőségük nagy, főként szerves színezékek gyártására használják őket.

## Kémiai tulajdonságaik
A naftolok kémiai tulajdonságai hasonlítanak egymáshoz. Mindkettő savjellegű vegyület. Lúgokban oldódnak, só képződik. Oxidációval szemben érzékenyek. Vas(III)-klorid-oldat hatására színes csapadékot adnak, az α-naftol ibolya, a β-naftol zöld színűt. Szubsztitúciós reakciókra hajlamosak, a reakciókészségüket a gyűrűhöz kapcsolódó hidroxilcsoport növeli (aktiváló hatás).

## Előfordulásuk
A természetben kis mennyiségben a kőszénkátrányban fordulnak elő.

## Előállításuk
Az α-naftol az α-naftalinszulfonsav, a β-naftol a β-naftalinszulfonsav nátriumsójából állítható elő, nátrium-hidroxiddal végzett ömlesztés (alkáliömlesztés) útján.

## Felhasználásuk
A naftolokat főként színezékek gyártására használják, de készülnek belőlük növényvédőszerek, például rovar- és gombairtószerek is.

## A naftolok adatai
| Naftolok                  |                                         |                                                               |
| Név                       | 1-Naftol                                | 2-Naftol                                                      |
| Más nevek                 | α-Naftol, 1-Hidroxinaftalin             | β-Naftol, 2-Hidroxinaftalin                                   |
| Szerkezeti képlet         |                                         |                                                               |
| Háromdimenziós modell     |                                         |                                                               |
| CAS-szám                  | 90-15-3                                 | 205-182-7                                                     |
| PubChem                   | 7005                                    | 8663                                                          |
| Összegképlet              | C10H8O                                  | C10H8O                                                        |
| Moláris tömeg             | 144,17 g·mol−1                          | 144,17 g·mol−1                                                |
| Halmazállapot             | szilárd                                 | szilárd                                                       |
| Megjelenés                | színtelen, enyhén fenolszagú kristályok | fehér vagy sárgás színű, fenolra emlékeztető szagú kristályok |
| Olvadáspont               | 95–97 °C                                | 123 °C                                                        |
| Forráspont                | 288 °C                                  | 285 °C                                                        |
| Oldhatóság (vízben)       | Gyakorlatilag oldhatatlan (0,1 g/l)     | Gyakorlatilag oldhatatlan (0,1 g/l)                           |
| EU osztályozás            | Ártalmas (Xn)                           | Ártalmas (Xn), Veszélyes a környezetre (N)                    |
| R-mondatok                | R21/22, R37/38, R41                     | R20/22 R50                                                    |
| S-mondatok                | (S2), S22, S26, S37/39                  | (S2), S24/25, S61                                             |
| LD50 (patkány, szájon át) | 1870 mg/kg                              | 1960 mg/kg                                                    |